# Carrère & Hastings

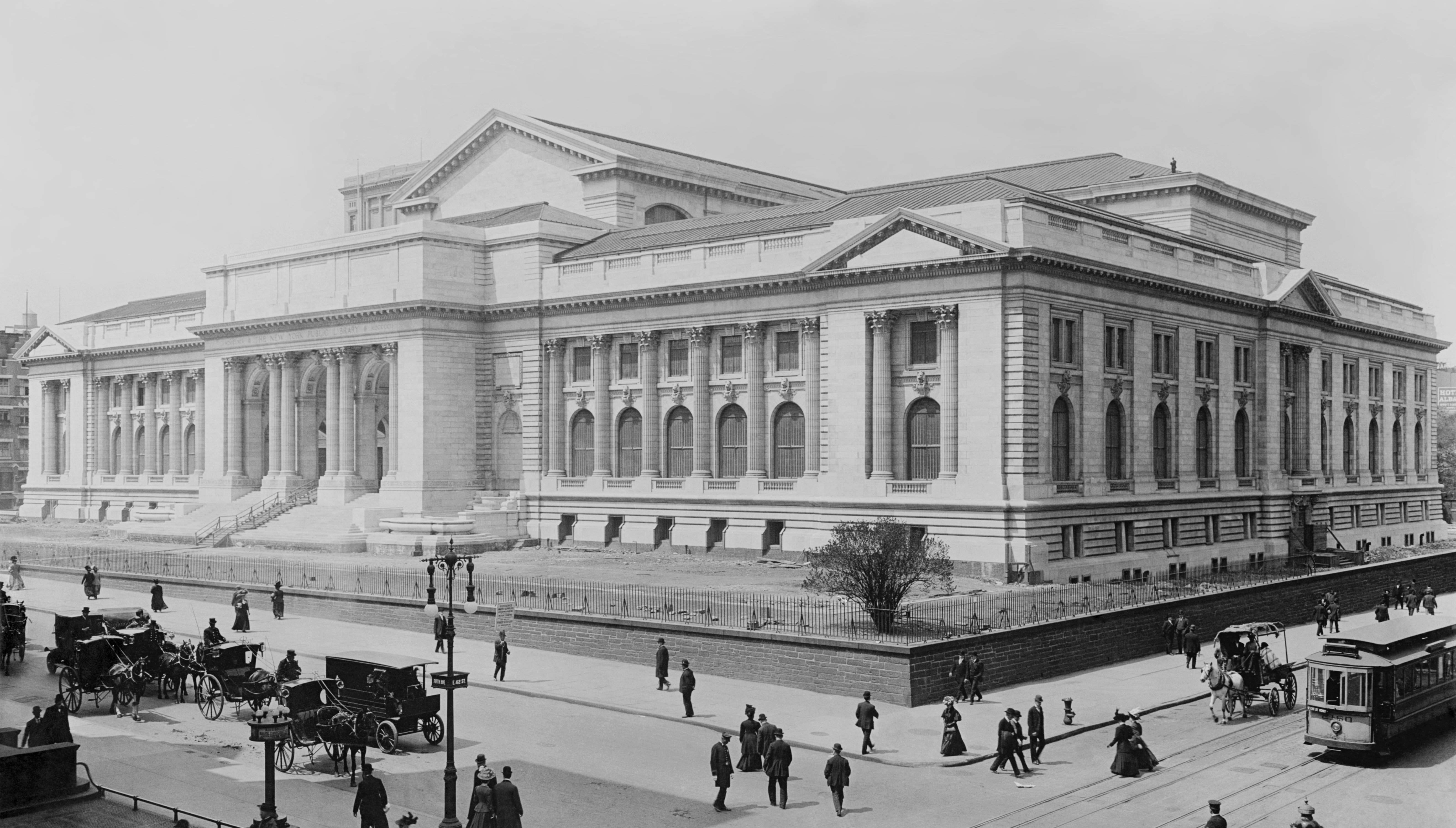
La Sede de la Biblioteca Pública de Nueva York, construida entre 1897 y 1911, Carrère y Hastings, arquitectos. Fotografiado durante la construcción tardía en 1908.

Carrère y Hastings, la firma de John Merven Carrère (9 de noviembre de 1858 - 1 de marzo de 1911) y Thomas Hastings (11 de marzo de 1860 - 22 de octubre de 1929), fueron una de las destacadas firmas de arquitectura Beaux Arts en Estados Unidos. Ubicada en Nueva York, la firma ejerció desde 1885 hasta 1929, aunque Carrère murió en un accidente automovilístico en 1911.
Ambos estudiaron en la Escuela de Bellas Artes de París en Francia y trabajaron en la firma de McKim, Mead y White antes de establecer la suya. El primer éxito de la asociación fue el Hotel Ponce de León en St. Augustine, Florida, diseñado para Henry Flagler. Desarrollaron una práctica exitosa durante la década de 1880 y principios de la de 1890, y alcanzaron prominencia nacional al ganar el concurso para la Biblioteca Pública de Nueva York en 1897. La firma diseñó edificios comerciales, elaboradas residencias particualres y edificios públicos prominentes en Nueva York, Washington y lugares tan lejanos como Toronto, Londres, París, Roma y La Habana.

## Carrère

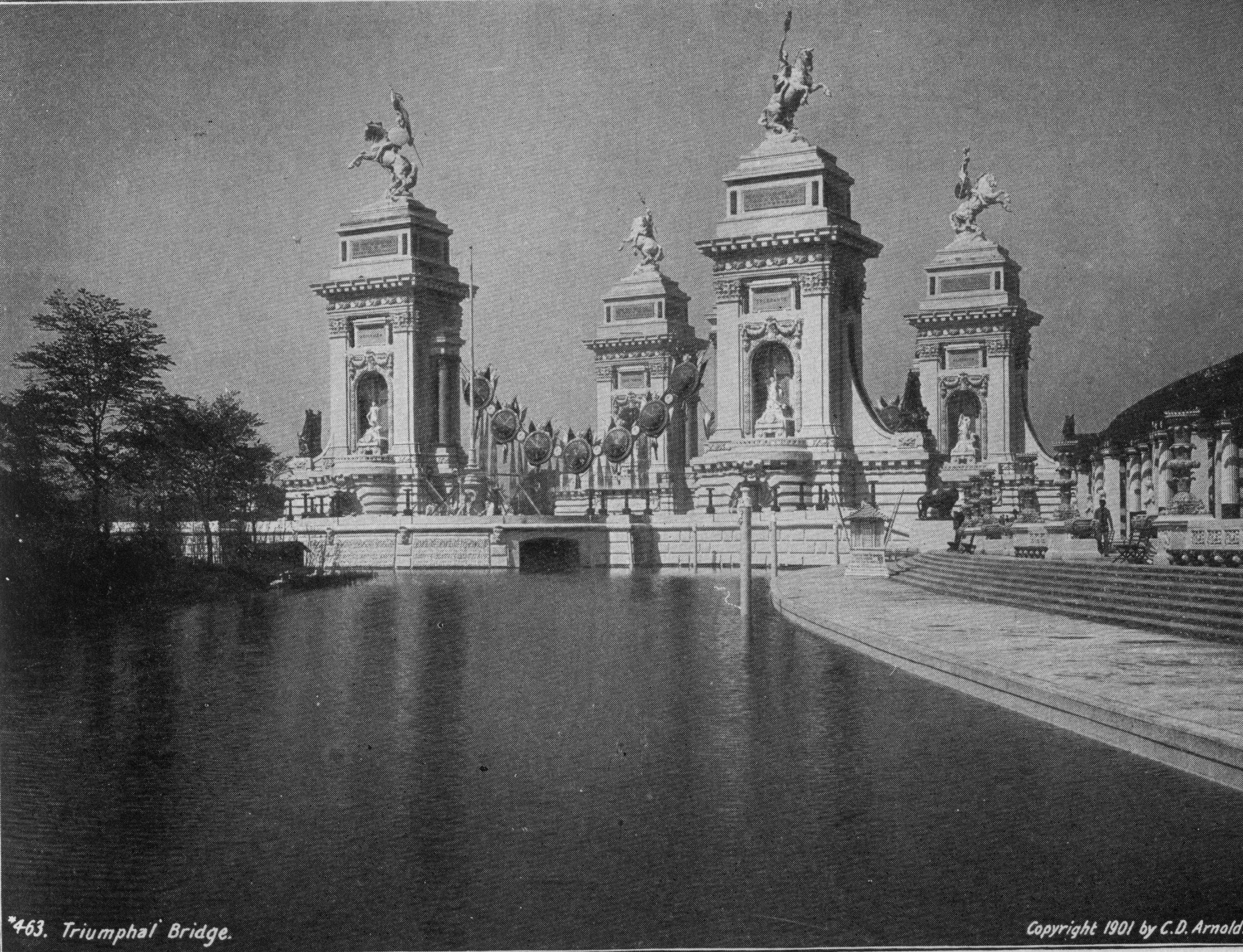
Carrère fue presidente de la Junta de Arquitectos de la Exposición Panamericana de 1901 y diseñó el Puente Triunfal y las características del paisaje en todo el recinto ferial.

John Merven Carrère nació en Río de Janeiro, Brasil, hijo de John Merven Carrère, un nativo de Baltimore y Anna Louisa Maxwell, una escocesa/brasileña nativa de Río que era hija de Joseph Maxwell, un próspero comerciante de café. El padre del arquitecto entró en el negocio del café de Maxwell y luego desarrolló otros intereses comerciales propios en Brasil. Cuando era niño, Carrère fue enviado a Suiza para su educación hasta 1880, cuando ingresó en la Escuela de Bellas Artes de París, donde estuvo en el taller de Leon Ginian hasta 1882. Regresó a Nueva York, donde su familia se había reubicado después de dejar Brasil y trabajó como delineantes para el estudio de arquitectura McKim, Mead and White. Él y su conocido de París, Thomas Hastings, trabajaron allí juntos antes de emprender su propio camino en 1885. Durante este período, Carrère diseñó de forma independiente varios edificios panorámicos circulares en Nueva York y Chicago. Después de casarse con Marion Dell en 1886, vivieron en Staten Island y tuvieron tres hijas, una de las cuales murió cuando era niña. En 1901 se trasladaron a East 65th Street en Manhattan y construyeron una casa de campo en Harrison, Nueva York.
Carrère fue más activo en los grandes proyectos cívicos y comerciales de la empresa, incluidos los edificios de oficinas de la Cámara y el Senado en Capitol Hill, el Puente de Manhattan y sus accesos, y la sucursal principal de la Biblioteca Pública de Nueva York. Estaba interesado en asuntos cívicos en Nueva York, donde, con la ayuda de Elihu Root, ayudó a establecer la Comisión de Arte de la ciudad de Nueva York. Posteriormente su servicio público se extendió al ámbito nacional. En la década de 1890, trabajó con otros líderes del American Institute of Architects para persuadir al Departamento del Tesoro de los Estados Unidos de implementar la Ley Tarsney, que había sido aprobada por el Congreso en 1893 para permitir que el gobierno federal otorgara comisiones de arquitectura para sus edificios a través de concursos de diseño abiertos. Durante la prolongada controversia de Tarsney, Jeremiah O'Rourke, el arquitecto supervisor del Departamento del Tesoro, renunció. A Carrère se le ofreció el trabajo, una oferta que consideró muy públicamente pero que finalmente la rechazó, escribiendo, "el sistema, no el hombre, debería cambiarse".

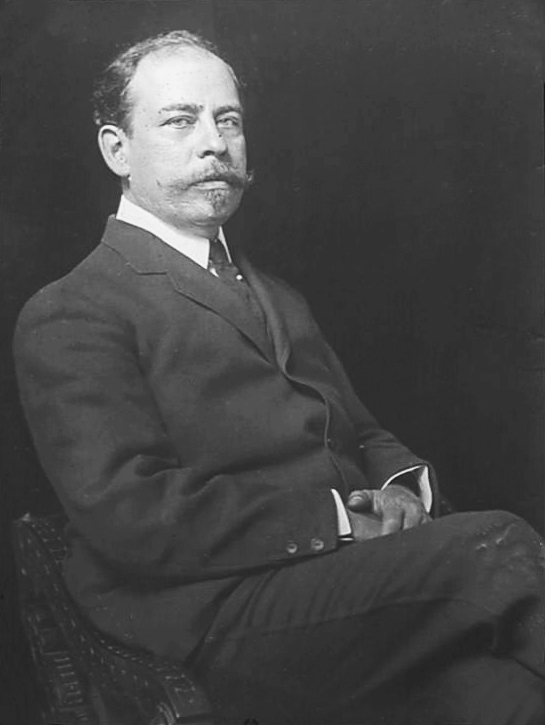
John Merven Carrère

Carrère se dedicó al desarrollo de la planificación urbana en los Estados Unidos. Escribió folletos y dio conferencias en universidades y grupos cívicos sobre el tema. Colaboró con Daniel H. Burnham y Arnold Brunner en el Group Plan para Cleveland, Ohio (1903), y nuevamente con Brunner en un plan para Grand Rapids, Míchigan (1909). Luego, en 1910, trabajó con Brunner y Frederick Law Olmsted, Jr. en un plan para un centro cívico de Baltimore (1910). En 1908, Carrère fue elegido miembro de la Academia Nacional de Dibujo como miembro asociado y se convirtió en miembro de pleno derecho en 1910. Más tarde, Carrère y Hastings elaboraron un plan para Hartford, la capital del estado de Connecticut, que se completó en 1911, justo antes de su muerte, que ocurrió cuando un tranvía chocó con el taxi en el que viajaba. Sufrió una conmoción cerebral y nunca recuperó el conocimiento.

## Hastings
Thomas S. Hastings nació en la ciudad de Nueva York el 11 de marzo de 1860. Su padre, también Thomas S. Hastings (1827-1911), fue un destacado ministro presbiteriano, profesor de homilética y decano del Union Theological Seminary. Su abuelo, Thomas Samuel Hastings (1784-1872), fue uno de los principales músicos eclesiásticos estadounidenses del siglo XIX: compuso himnos, incluido ' Rock of Ages ', y publicó el primer tratado musical de un compositor nativo en 1822. Hastings se educó en escuelas privadas en Nueva York y comenzó su aprendizaje de arquitectura en Herter Brothers, los principales amuebladores y decoradores de Nueva York. Asistió a la Escuela de Bellas Artes de París de 1880 a 1883 como estudiante en el taller de Louis-Jules André. Allí conoció a su futuro socio, y ambos mantuvieron vínculos con Europa durante toda su vida (Hastings ganó la Legión de Honor francesa y la Medalla de Oro de la RIBA).

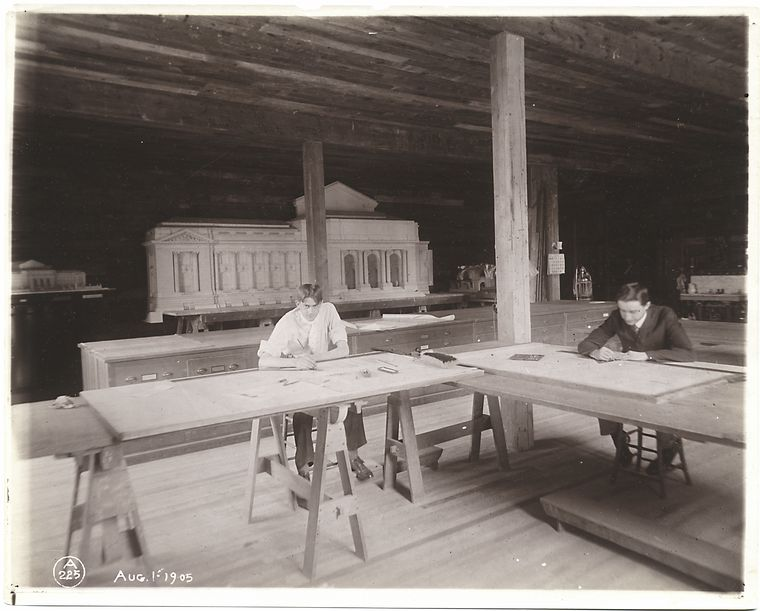
Arquitectos trabajando en el estudio Carrère y Hastings, 1905, con un modelo de la sucursal principal de la Biblioteca Pública de Nueva York, diseñado por la firma, detrás de ellos

Al regresar a Nueva York, Hastings ingresó a la oficina de McKim, Mead & White, la firma estadounidense líder del Renacimiento estadounidense. Renovando su amistad con Carrère, que también estaba en la oficina, permaneció allí durante dos años. Una derivación a través de su padre a Henry Morrison Flagler resultó en la comisión primero para una extensión de la biblioteca a la finca Mamaroneck de Flagler y luego para los hoteles Ponce de Leon y luego Alcazar en St. Augustine, Florida. Otros lazos con mecenas adinerados, que también eran miembros de la congregación del centro de la ciudad de su padre, impulsaron el rápido éxito de los jóvenes arquitectos. Los vínculos de su hermano Frank con EC Benedict, un destacado financista, le presentaron no solo a sus patrocinadores, sino también a su futura esposa. En 1900, a la edad de 40 años, se casó con la hija de Benedict, Helen, en la iglesia presbiteriana de Greenwich, Connecticut. A la ceremonia asistieron muchos de los ciudadanos ricos de Nueva York. Charles F. McKim fue el padrino, Stanford White diseñó las decoraciones de la iglesia y el hijo de White fue un paje.
A Hastings se le atribuyen muchos de los diseños de la firma y, en parte porque sobrevivió a Carrère por dieciocho años, a menudo se lo cita como el líder de la firma. Dio numerosas conferencias y escribió una serie de artículos influyentes, que luego recopiló David Gray en su breve biografía del arquitecto. A él y su esposa les gustaba montar a caballo, y construyeron una casa de campo en Old Westbury, Long Island. Tras la muerte de Carrère en 1911, Hastings mantuvo el nombre de la empresa y continuó su papel como director de la empresa, pero compartió la responsabilidad en grandes comisiones con asociados de confianza como Richmond Shreve, Theodore Blake y otros. Owen Brainard, un ingeniero, fue socio menor de la firma durante la vida de Carrère y continuó consultando con la firma a partir de entonces. Eventualmente, este arreglo de colaboración resultaría en la formación de Shreve, Lamb y Blake (más tarde Shreve, Lamb y Harmon), los constructores de rascacielos destacados.
Hastings murió de complicaciones de una apendicectomía el 23 de octubre de 1929. Algunos de sus trabajos fueron entregados a la Academia Estadounidense de Artes y Letras, donde fue miembro y tesorero durante muchos años. Le sobrevivió su esposa, pero no dejó herederos.

## Colaboración

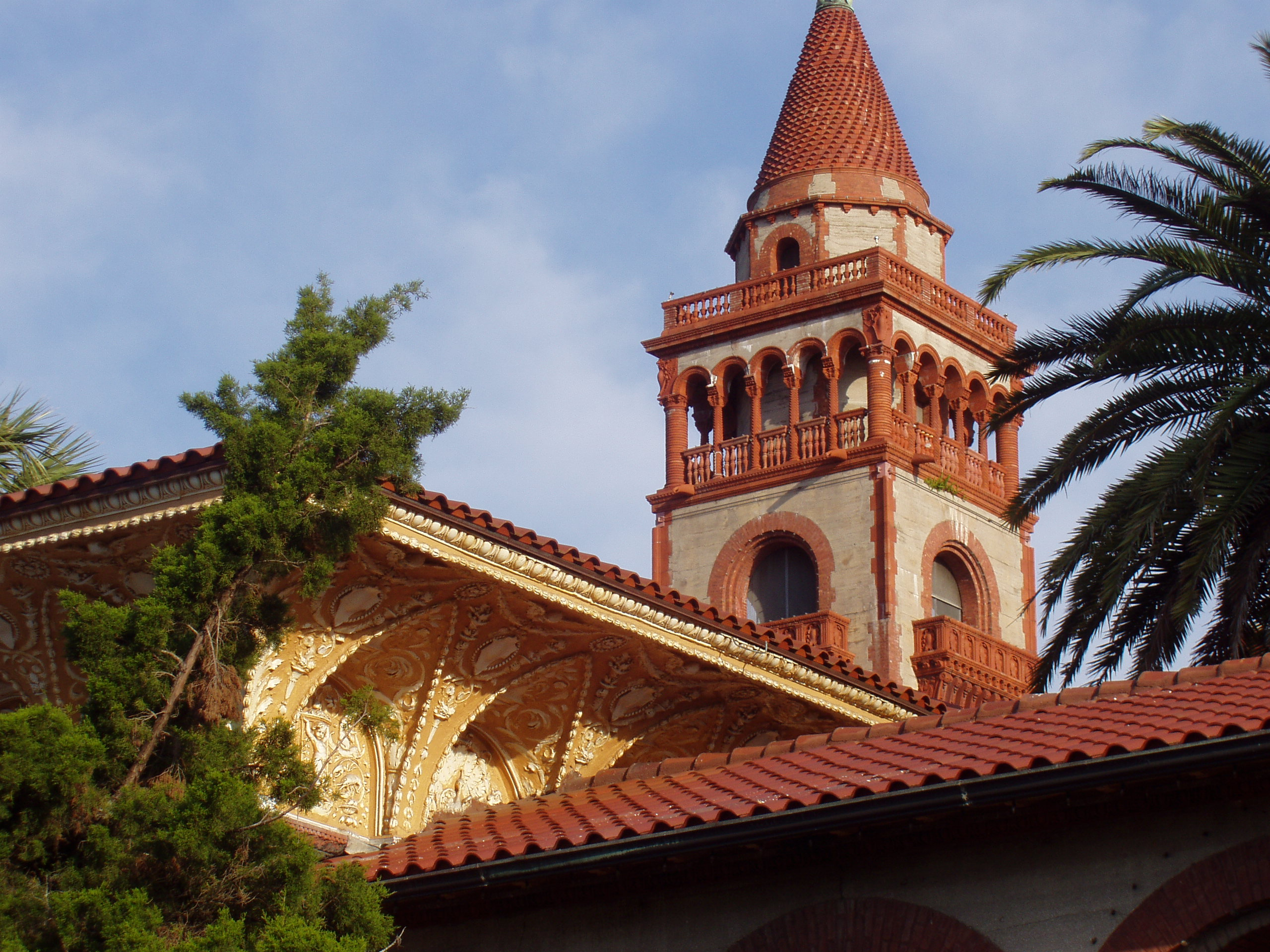
Detalle del hotel Ponce de León, 1885–88 (ahora Flagler College)

La primera comisión importante de la firma vino de un feligrés del Rev. Hastings, Henry Morrison Flagler, el urbanizador de Florida y magnate ferroviario, para quien los socios construyeron el Hotel Ponce de León (1885–1888) en St. Augustine, Florida (ahora parte de Flagler College). A esto le siguió el Hotel Alcazar (1887-1888, ahora el Museo Lightner), así como la Iglesia Presbiteriana Memorial Flagler (1887), ambos en St. Augustine, y una casa para Henry Flagler cercana. En 1901 diseñaron una segunda casa para Flagler, Whitehall, en el complejo que él desarrolló, Palm Beach, Florida. Whitehall se completó en 1902. Whitehall es una casa de sabor mediterráneo revestida con estuco blanco, con interiores palaciegos de varios estilos distribuidos alrededor de un gran vestíbulo de entrada con doble escalera.

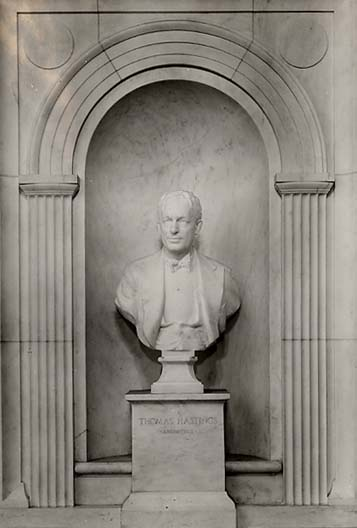
Busto de Thomas Hastings, Biblioteca Pública de Nueva York

Carrère y Hastings se encontraban entre los arquitectos de Nueva York mejor conectados y se beneficiaron de asociaciones con los ciudadanos más ricos y poderosos de la ciudad. Los clientes incluyeron a Elihu Root, el destacado abogado y secretario del gabinete de Theodore Roosevelt, Edward H. Harriman, el magnate de los ferrocarriles, Thomas Fortune Ryan, uno de los capitalistas más notorios de Wall Street, y varios miembros de la familia Blair de Nueva Jersey. El trabajo inicial de la firma fue ecléctico pero siempre organizado de manera sucinta, una herencia de su formación en la Escuela de Bellas Artes. Después de la Exposición Mundial de Columbia de 1893 y sus influyentes temas clásicos, el estilo de la firma comenzó a exhibir atributos modernos del renacimiento francés y renacentista. La atención a la escultura y el embellecimiento de superficies en su trabajo siempre estuvo estrechamente ligada a la planificación axial que aseguraba la funcionalidad de los espacios interiores y la circulación. Fueron uno de los primeros usuarios de las nuevas tecnologías, desde el acero estructural hasta la electrificación, e incluso emplearon sistemas de aire acondicionado pasivos. Pero su mayor interés estaba en la adaptación del lenguaje clásico de la arquitectura desarrollado en Europa a la escena estadounidense, creando una arquitectura estadounidense moderna a partir de tradiciones centenarias.
Una de las mayores contribuciones de la firma fue en el ámbito del diseño urbano, resultado del constante interés de Carrère en el movimiento Beaux-Arts "City Beautiful". Uno de los primeros defensores de la planificación integral, diseñó planes para el centro de Baltimore, Hartford, Cleveland y Atlantic City. En colaboración con Hastings, fue en gran parte responsable de llevar a cabo las principales comisiones públicas de la empresa: la Biblioteca Pública de Nueva York (1897-1912), los Edificios de Oficinas de la Cámara y el Senado en Washington (1908-09), la planificación de la Exposición Panamericana en Búfalo (1901), McKinnley Memorial en Búfalo, Richmond Borough Hall en Staten Island (1904–06) y Paterson (Nueva Jersey) City Hall (1896).

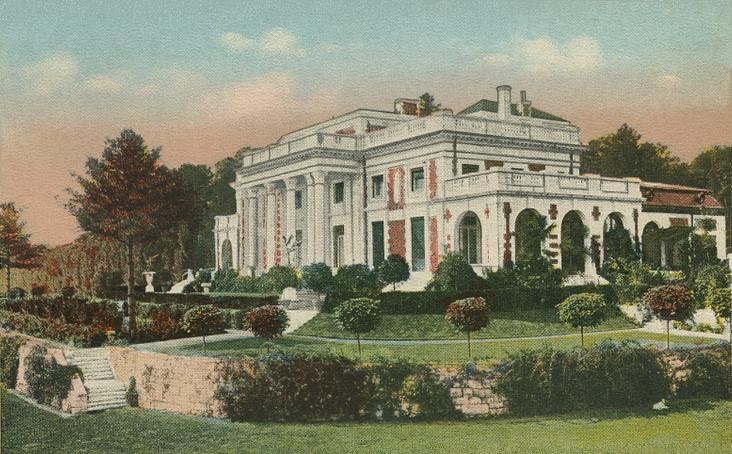
Bellefontaine en 1912

Los arquitectos también se destacaron por sus contribuciones al movimiento de las casas de campo y los jardines de principios del siglo XX, donde introdujeron ideas tanto estilísticas como compositivas que dieron forma a la arquitectura doméstica durante las próximas décadas. Sus diseños de jardines se publicaron ampliamente y crearon un equipo integral para manejar el diseño de interiores en casas grandes, una de las primeras oficinas en ofrecer estos servicios. Sus casas de campo más grandes y notables incluyeron Blairsden (1898) en Peapack, Nueva Jersey; Bellefontaine (1897, modificado) en Lenox, Massachusetts; Arden (1905–09) en Harriman, Nueva York y Nemours (1910) en Wilmington, Delaware.
Los importantes rascacielos de la oficina no se diseñaron hasta finales de la década de 1910 y principios de la de 1920 cuando, en asociación con otros arquitectos, la oficina de Hastings trabajó en el Cunard Building (1917-21) y el Standard Oil (1920-28), que se encuentran al otro lado del calle uno del otro en Broadway en Bowling Green. Hastings fue un crítico de los edificios altos en las ciudades, advirtiendo que los edificios de más de seis pisos (la altura de los hôtels particuliers parisinos) producían alienación al eliminar las referencias a la escala humana y destruían el paisaje urbano.
Los cambios de estilo y el auge del Modernismo internacional llevaron a los historiadores de la arquitectura a descuidar el trabajo de Carrère y Hastings durante medio siglo después del cierre de la empresa. Hoy en día, la firma es reconocida como una de las más importantes de Estados Unidos durante finales del siglo XIX y principios del XX. Sus contribuciones al diseño cívico y al neoclasicismo son de importancia continua en la actualidad.

## Trabajos seleccionados
- First Presbyterian Church of Rumson, Nueva Jersey, 1885 (esta iglesia también tiene 3 auténticas ventanas Tiffany)
- Ponce de León Hotel, St. Augustine, Florida, 1885–87, ahora parte del Flagler College
- Hotel Alcazar, St. Augustine, Florida, 1887, ahora el Lightner Museum
- The Commonwealth Club, Richmond, Virginia, 1891
- Edison Building, Nueva York, 1891 (demolido)
- New York Evening Mail, Nueva York, 1892
- Brookside Park, Tarrytown, estado de Nueva York, 1892
- Central Congregational Church, Providence, Rhode Island, 1893
- Jefferson Hotel, Richmond, Virginia, 1895
- Cairnwood Mansion, Bryn Athyn College, Bryn Athyn, Pensilvania, 1895
- Paterson City Hall, Paterson, Nueva Jersey, 1896[5]
- Sede de la Biblioteca Pública de Nueva York, Nueva York, 1897–1911
- Burrwood, one of the Gold Coast Mansions en Long Island, estado de Nueva York, 1898–1899 (demolido)
- Mary Scott (Mrs Richard T.) Townsend house (Cosmos Club), Washington D. C. 1898–1901
- Vernon Court, Newport, Rhode Island, 1898
- Blairsden, C. Ledyard Blair house, Peapack, Nueva Jersey, 1898–1903
- Bellefontaine, Giraud Foster house, Lenox, Massachusetts, 1899
- Hamilton Fish Play Center, Nueva York, 1900
- Original Hamilton Fish Park, Nueva York, 1900 (demolido)
- Henry Flagler's Whitehall, Palm Beach, Florida, 1900–1901
- Woolsey Hall y otros edificios en el Hewitt Quadrangle, Yale University, 1901
- Blair Building, Nueva York, 1902 (demolido)
- Knole, Herman B. Duryea house, Westbury, estado de Nueva York, 1903
- Metropolitan Opera House interior, Nueva York, 1903 (demolido)
- Russell Senate Office Building, Washington D. C. 1903–1908[6]
- Goldwin Smith Hall and Rockefeller Hall, Cornell University, Ithaca, estado de Nueva York, both 1904
- First Church of Christ, Scientist, West 96th Street, NYC, 1904
- William Collins Whitney Squash Court, en su propiedad de Aiken Winter Colony en Aiken, Carolina del Sur
- Trader's Bank Building, Toronto, Ontario, 1905
- Arden, E.H. Harriman house, Harriman, estado de Nueva York, 1905–09
- McKinley Monument, Búfalo, estado de Nueva York, 1907
- Cheney-Balzell Manor House, Wellesley, Dover, MA, 1907 -Massachusetts Horticultural Society
- Cannon House Office Building, Washington D. C. 1908
- Bagatelle, Thomas Hastings house, Old Westbury, estado de Nueva York, 1908
- Century Theatre, estado de Nueva York, 1909 (demolido 1931)
- Nemours, Alfred I. DuPont house, Wilmington, Delaware, 1909–10
- Col. Oliver Hazard Payne Estate, Esopus, estado de Nueva York, 1909–11
- Lunt-Fontanne Theatre, Nueva York, 1910
- Administration Building, Carnegie Institution of Washington, Washington D. C. 1910
- Bangor Savings Bank Building, Bangor, Maine, 1912
- Ayuntamiento de Portland, Portland, Maine, 1912
- W. B. Thompson Mansion, Yonkers, estado de Nueva York, 1912
- U.S. Rubber Company Building, Nueva York, 1912
- Bank of Toronto head office, Toronto, 1913 (demolido)
- Henry Clay Frick House, ahora alberga la Frick Collection, 1 East 70th Street, Nueva York, 1913–1914
- William Starr Miller house, Nueva York, 1914, ahora alberga la Neue Galerie
- Sidney Lanier Monument, Atlanta, 1914
- Union Pacific Railroad Depot, 300 South Harrison Street, Pocatello, Idaho, 1915[7]
- Grand Army Plaza (Manhattan), NYC, 1916
- Divident Hill pavilion in Weequahic Park, Newark, Nueva Jersey, 1916
- Kumler Chapel, Western College, now Miami University, Oxford, Ohio, 1917-18
- Colton Chapel, Lafayette College, Easton, Pensilvania, dedicada en octubre de 1916
- Hotel Washington, Washington D. C. 1917
- Arlington Memorial Amphitheater, Washington D. C. 1920
- Cunard Building, como arquitectos consultores para Morris & O'Connor, 1921
- Boise Union Pacific Railroad Depot, 2603 Eastover Terrace, Boise, Idaho, 1925[7]
- Mausoleo de Herbert Eaton en el Cementerio de Highgate, Londres, 1925
- Standard Oil Building, Nueva York, 1926
- Louisville War Memorial Auditorium, Louisville, Kentucky, 1929
- Market Street Bridge, Wilkes-Barre, Pensilvania, 1929

## Galería

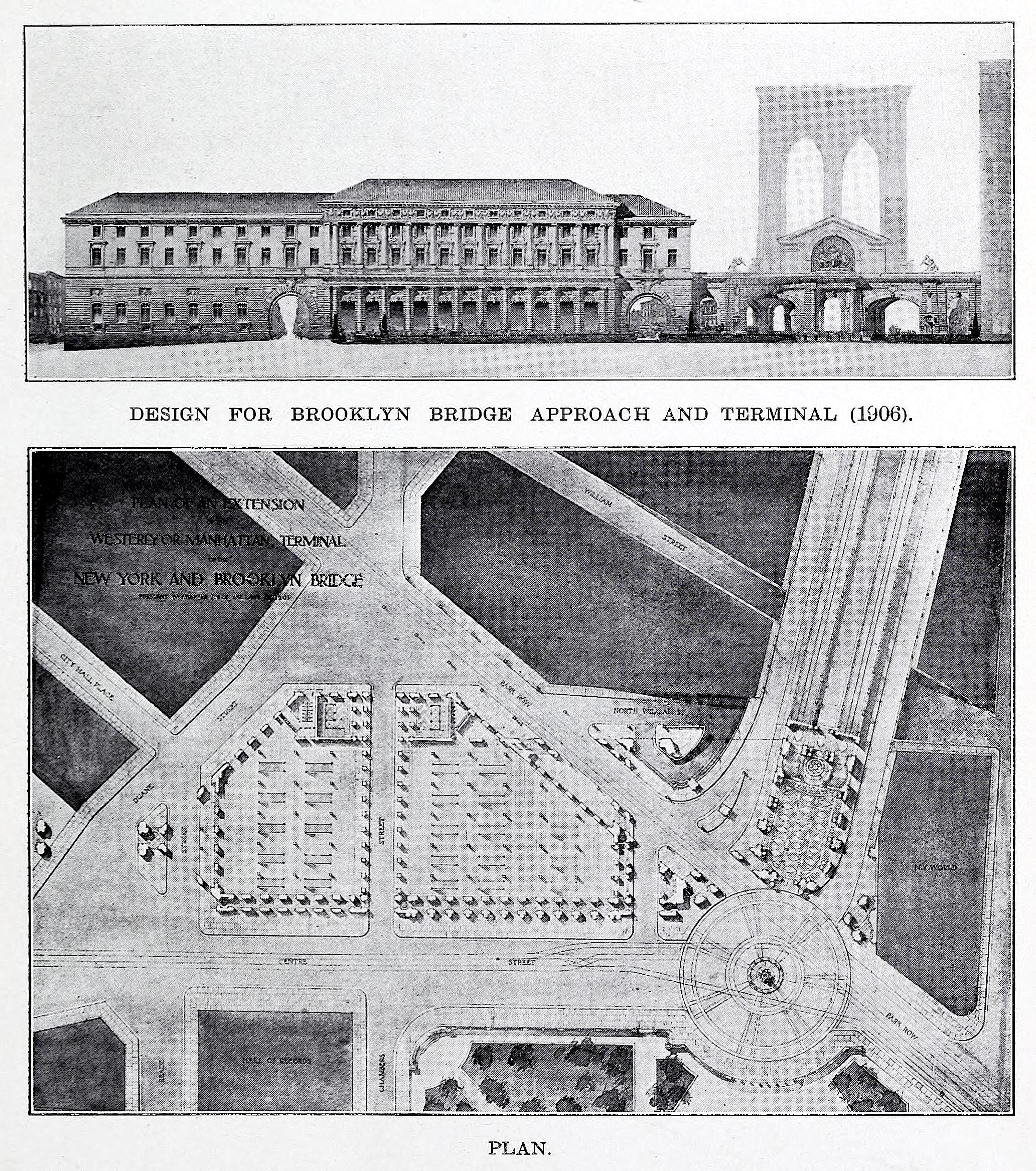
Diseño para el acceso y la terminal del puente de Brooklyn, 1906
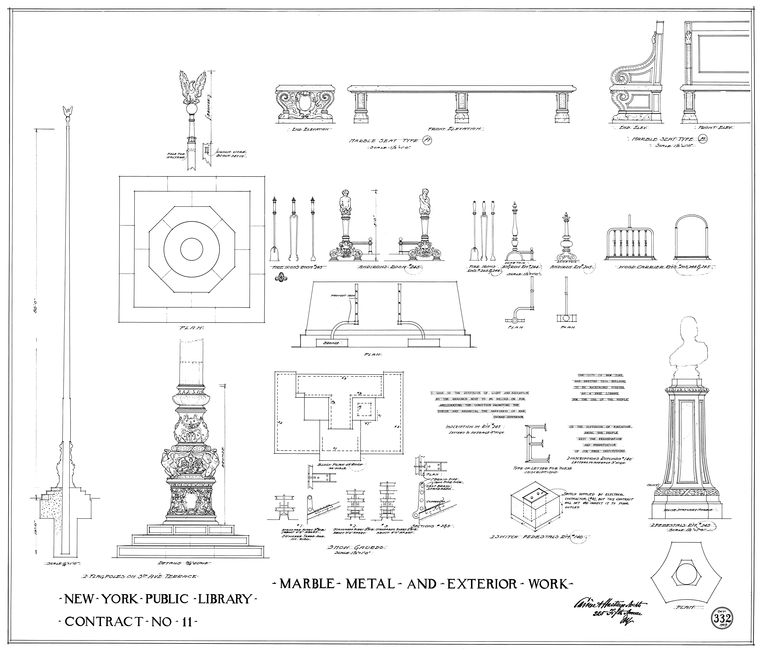
Trabajos de mármol, metal y exterior. Planos arquitectónicos de la Biblioteca Pública de Nueva York, 1909
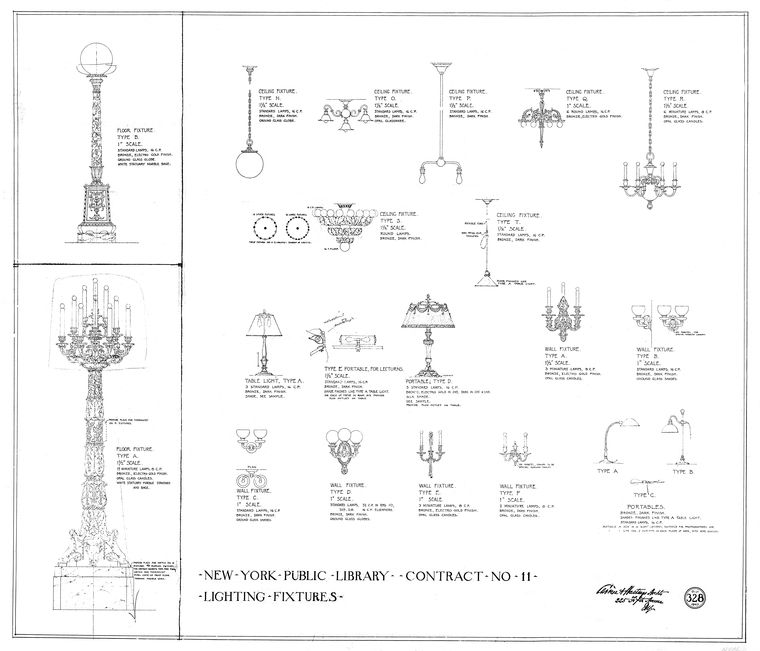
Accesorios de iluminación. Planos arquitectónicos de la Biblioteca Pública de Nueva York, 1909
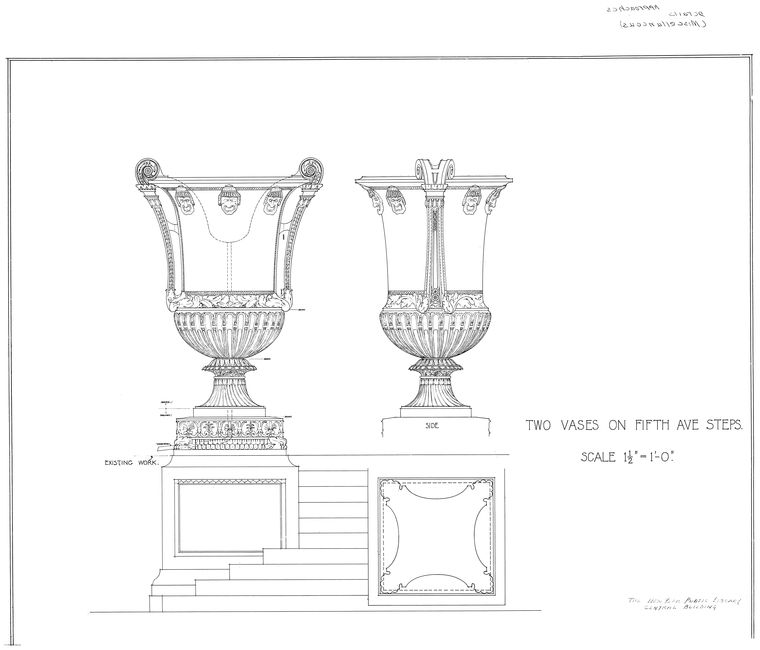
Dos jarrones en la entrada de la Quinta Avenida. Planos arquitectónicos de la Biblioteca Pública de Nueva York, ca. 1909